# East Buckland
East Buckland – wieś w Anglii, w hrabstwie Devon, w dystrykcie North Devon.